# Robert M. Müller
Robert Karl Martin Müller (* 9. März 1897 in Graz; † 5. August 1951 in Kassel) war ein österreichischer Chemiker (Elektrochemie).

## Biografie
Müller, der Sohn eines kaufmännischen Direktors, studierte an der Universität Graz Physik und Chemie und wurde dort 1920 in Elektrochemie promoviert. 1923 habilitierte er sich in Graz (1926 auch an der TH Graz) und wurde 1927 außerordentlicher Professor. Ab 1929 war er Professor an der Montanistischen Hochschule in Leoben, wo er nationalsozialistischer Dozentenbundführer war, und ab 1940 ordentlicher Professor für chemische Technologie an der TH Graz (als Nachfolger des entlassenen Gustav Jantsch). Er trat zum 1. Mai 1933 der NSDAP bei (Mitgliedsnummer 1.621.390) und war außerdem Sturmführer im NSFK. Nach dem Krieg konnte er aufgrund seiner nationalsozialistischen Vergangenheit nicht auf die Hochschule zurück. 1948 wurde er in den Ruhestand versetzt. Er starb 1951 bei einem Unfall.
Er war ein Vertreter der Deutschen Chemie, deren ganzheitliche, morphologische Vorstellungen sowohl auf das Periodensystem als auch auf die Biologie anwandte. Er sah in beiden Bereichen Tendenzen sowohl zur Spezialisierung (Alkalielemente) als auch zu möglichst großer Vielseitigkeit (Wasserstoff, Kohlenstoff).

## Schriften
- Allgemeine und Technische Elektrometallurgie. Springer 1932.
- Allgemeine und Technische Elektrochemie nichmetallischer Stoffe. Springer, Wien 1937.
- Organische Chemie. Verlag Technik, Berlin 1949 (8. Auflage, 1965).